# Austroleon immitis
Austroleon immitis is een insect uit de familie van de mierenleeuwen (Myrmeleontidae), die tot de orde netvleugeligen (Neuroptera) behoort. 
Austroleon immitis is voor het eerst wetenschappelijk beschreven door Walker in 1853.